# Antoine Huré
Antoine Huré, né le 11 février 1873 à Corbie et mort le décembre 1949 à Saint-Valery-sur-Somme,  est un général et ingénieur français, grand-croix de la Légion d'honneur, connu pour son service au protectorat français au Maroc.
Il se distingue au cours de la Première Guerre mondiale comme chef d'état-major de la Division marocaine en 1914-1915 puis au cours de la pacification du Maroc tout d'abord entre 1916 et 1920 puis comme commandant supérieur des troupes au Maroc lors de l'achèvement de la pacification du pays entre 1931 et 1934.

## Biographie

### Famille
Il est le fils d'Eugène Huré, notaire, et de Céline Burgeat.

### Formation
Polytechnicien en 1893, il intègre ensuite l’École d'application de l'artillerie et du génie en 1895. Il est promu capitaine en 1901 puis est admis à l’École supérieure de guerre entre 1906 et 1908.
Entre 1920 et 1921, il suit les cours du Centre des hautes études militaires.

### Maroc (1912-1914)
Il est stagiaire en Algérie jusqu’en octobre 1912, date à laquelle il part au Maroc et prend part aux opérations du corps d'occupation du Maroc entre 1912 et 1914.

### Première Guerre mondiale
Il rentre en France lorsque la Première Guerre mondiale éclate. Chef de bataillon, il participe à la bataille de la Marne en septembre 1914 avec la Division marocaine (DM) puis, il est chef d'état-major de cette division, lorsque celle-ci perce les lignes allemandes le 9 mai 1915 lors de la bataille de l'Artois. Il est fait chevalier de la Légion d'honneur le 28 décembre 1914 avec la citation suivante : « Chef de bataillon Huré, génie, état-major de la 1re division du Maroc : depuis le début de la campagne s'est dépensé sans compter avec un dévouement de tous les instants ; blessé le 29 août, ne s'est fait panser qu'après avoir rempli jusqu'au bout la mission dont il était chargé ». Le 12 juin 1915 il est cité à l’ordre de l'armée : « Chef de bataillon, chef d'état-major d'une division : s’est signalé en toutes circonstances depuis le début de la guerre par son activité et son courage. Le 9 mai, a porté lui-même sous un feu violent à un bataillon l’ordre très urgent d’entrer en ligne et en a assuré l’exécution rapide ».

### Maroc (1916-1920)
Il rejoint le Maroc en 1916 appelé par le général Lyautey. Il se distingue à plusieurs reprises au cours de combats. Le 29 décembre 1917, il est promu officier de la Légion d’honneur cité en ces termes : « A fait preuve au combat de Scourra le 8 juillet 1917, et au cours de toutes les colonnes, des plus belles qualités de sang-froid et de coup d’oeil, de jugement et de courage. A dirigé le même jour une contre-attaque qui a dégagé l’arrière-garde de la colonne vivement pressé par un ennemi supérieur en nombre et des plus mordants. Officier de tout premier ordre, dans la préparation des opérations. Superbe soldat sur le terrain ». Ensuite le 26 juillet 1918, il est cité à l’ordre de l’armée : « Chef d’état-major de la subdivision de Fez depuis janvier 1916, a pris part à toutes les colonnes de 1916, 1917 et 1918 et s’y est révélé, comme au front en France, un chef d’état-major incomparable, toujours sur la brèche de nuit et de jour, d’une bravoure personnelle à nulle autre pareille. Belle figure de soldat. Commandant du groupe mobile de Fez depuis mai 1918, vient de se distinguer comme chef de troupe remarquable pendant les opérations contre Abdelmalek [un fils de l'émir Abdelkader] au nord-est de Fez, remportant un succès complet le 26 juin contre un adversaire qui prenait l’offensive et lui infligeant un échec marqué ». Puis, de nouveau le 9 juillet 1919, il est cité en ces termes : « Désigné le 1er avril 1919 pour prendre le commandement des troupes chargées de débloquer nos détachements investis à Aïn-Médiouna, a pris les mesures les plus judicieuses pour en activer la concentration et, grâce à ses dispositions rapides et énergiques a réussi, le 5 avril 1919, à sauver le détachement après un dur combat. Le 26 avril 1919, se portant ensuite par une marche de flanc des plus habiles au secours des tribus hayaïnes soumises, aux prises avec de très forts contingents ennemis, a infligé à l’adversaire après de chauds combats de jour et de nuit livrés les 26 et 27 avril 1919, une leçon des plus sévères. N’a cessé de faire preuve des plus belles qualités de coup d’oeil, de décision de calme et de courage personnel ».

### Maroc (1925-1934)

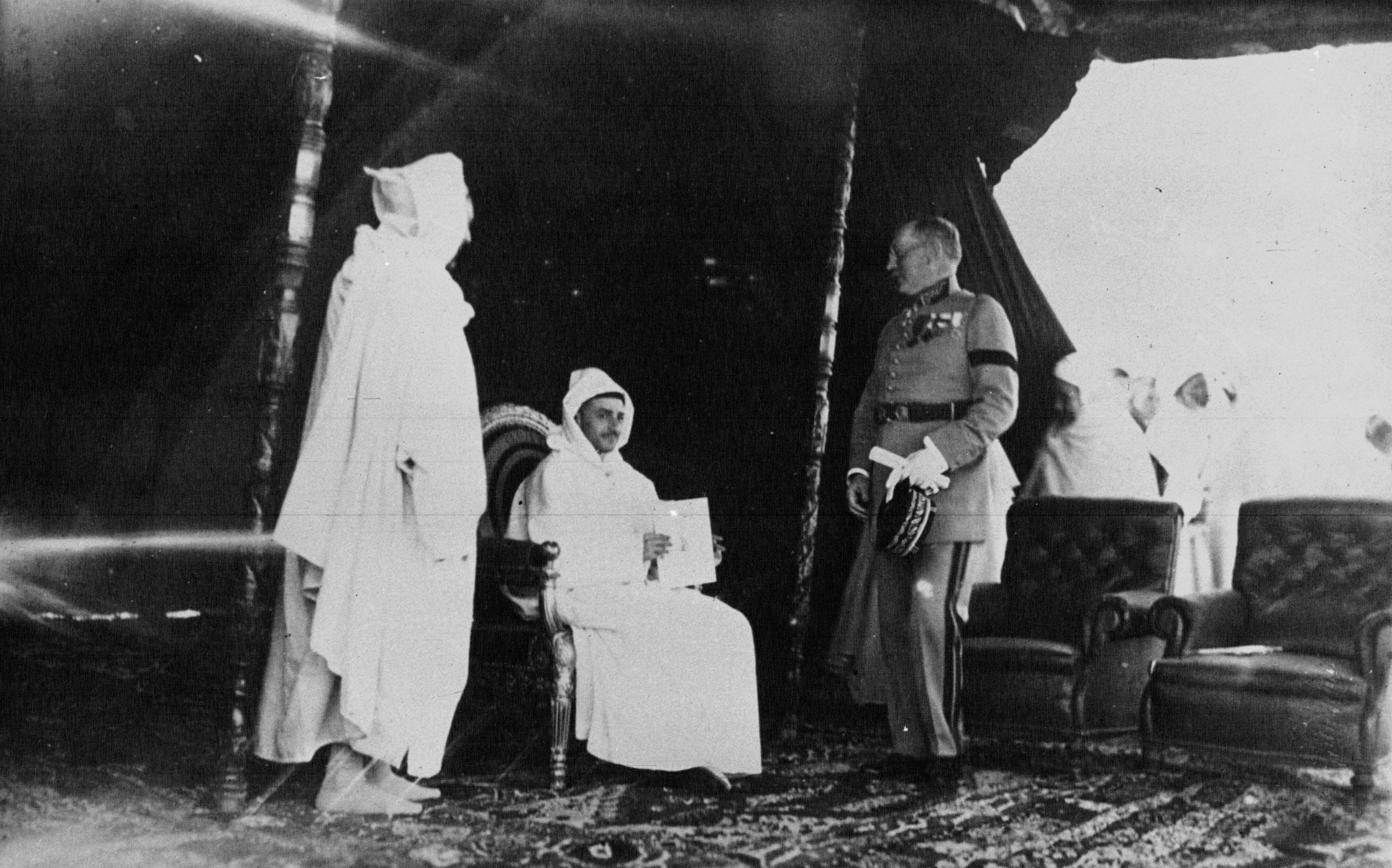
Le Général Huré rencontrant le roi Mohammed V en 1932.

Après un retour en France entre 1920 et 1925, il revient au Maroc pour un troisième séjour jusqu'en 1934. Il est commandant du génie pendant la guerre du Rif en 1925-1926. En janvier 1927, il est nommé commandant supérieur du génie du Maroc puis exerce le commandement de la région de Marrakech. Il est fait commandeur de la Légion d’honneur en août 1927 puis promu au grade de général de division en décembre 1928.
En 1931, il est nommé commandant supérieur des troupes au Maroc (général de corps d’armée), après la création du commandement des confins algéro-marocains. Le 16 mars 1932, il est élevé à la dignité de grand officier  de la Légion d'honneur . Sa mission est d'achever la pacification en réduisant les dernières poches de dissidence, notamment au Djebel Saghro, une montagne du Sud marocain. Il a sous ses ordres les généraux Giraud et Catroux. Il réussit brillamment sa mission. En 1934, la pacification du Maroc est accomplie. Huré est cité à l'ordre de l'armée en ces termes : « Commandant supérieur des troupes du Maroc depuis le 27 mai 1931, a été l'âme des opérations poursuivies pour soumettre les derniers dissidents, communiquant a tous ses subordonnés, avec sa foi ardente, son enthousiasme réfléchi et sa haute notion du devoir. En février et mars 1934, a obtenu, dans l'Anti-Atlas et les confins du Draa, grâce à la clairvoyance de ses conceptions, des résultats décisifs dans un délai dépassant les prévisions les plus optimistes, couronnant ainsi l'oeuvre qui achève la pacification du Maroc. Cette citation comporte l'attribution de la croix de guerre des TOE avec palme. ».
Le 18 mars 1934, le Résident général, Henri Ponsot rend  hommage au général Huré et à ses troupes au terme de la pacification : « Au nom du Gouvernement français, en ce jour où s'achève, après vingt ans d'efforts et de gloire, la pacification complète du Maroc, devant les troupes réunies, je rappelle le souvenir de tous les chefs, officiers et soldats qui, des rives de l'Océan au sommet de l'Atlas, du Rif aux confins du désert, ont assuré de façon impérissable à ce pays la protection du drapeau français. Au général Huré, commandant supérieur des troupes, aux commandants des groupes d'opérations de l'est et de l'ouest, le général Giraud et le général Catroux, aux commandants de groupements, les colonels Trinquet, Maratuech, Texier, Legrand, Blanc, Roches et Brillat-Savarin, au colonel Odic, commandant le régiment d'aviation, à leurs collaborateurs de l'armée de terre, de l'air et de la marine, aux troupes régulières et aux forces supplétives, aux états-majors et services, et spécialement au service des Affaires indigènes, j'apporte ici les félicitations et les remerciements du Gouvernement français, interprète fidèle des sentiments de la nation ».

### Conseil supérieur de la guerre (1935-1938)
Élevé au rang de général d’armée, il intègre le Conseil supérieur de la guerre (CSG) en 1935 jusqu'en 1938, date à laquelle il passe dans la deuxième section.
En décembre 1935, Il est élu membre titulaire de la 2e section de l’Académie des sciences coloniales.
Il est élevé à la dignité de grand-croix de la Légion d'honneur le 8 juillet 1938.

### Dernières années
Au cours de la Seconde Guerre mondiale, il est brièvement rappelé à l’activité en tant qu’inspecteur des régions de juin à juillet 1940.
Le 1er octobre 1940, il est désigné, sur proposition du garde des sceaux Raphaël Alibert, comme juge de la cour martiale de Gannat instituée le 24 septembre, chargée par le gouvernement de Vichy de juger les militaires gaullistes. Cette cour à pour président le général Dufieux.
Il préside la Société d'entraide des membres de la Légion d'honneur de 1941 à 1945.
Huré meurt décembre 1949 à Saint-Valery-sur-Somme.
En 1952 est publié son livre La Pacification du Maroc. Dernière étape : 1931-1934 avec une préface du maréchal Alphonse Juin.

## Service
- 1912 - 1914 :  corps d'occupation du Maroc
- 28/02/1915 - 10/01/1916 : chef d'état-major de la Division marocaine (il est alors chef de bataillon)
- 12/06/1925 - 19/06/1926 : commandant du Génie pendant la guerre du Rif
- 19/06/1926 - 05/01/1927 : en disponibilité
- 05/01/1927 - 02/03/1927 : officier général commandant le génie au Maroc
- 02/03/1927 - 27/05/1931 : commandant supérieur du génie du Maroc puis commandant de la région de Marrakech
- 27/05/1931 - 01/08/1936 : commandant supérieur des troupes au Maroc
- 21/01/1935 - 11/02/1938 : membre du Conseil supérieur de la guerre
- 01/08/1936 - 11/02/1938 : inspecteur général du génie
- 01/08/1936 - 11/02/1938 : président de la commission des techniques d'ingénierie
- 11/02/1938 : 2e section
- 05/06/1940 : rappelé
- 05/06/1940 - 01/07/1940 : inspecteur général des régions militaires
- 01/07/1940 : retraité

## Grades
- 1er octobre 1895 : sous-lieutenant.
- 1er octobre 1897 : lieutenant.
- 16 mars 1901 : capitaine.
- 9 août 1914 : chef de bataillon.
- 19 avril 1918 : lieutenant-colonel.
- 30 juin 1921 : colonel.
- 22 décembre 1925 : général de brigade.
- 25 décembre 1928 : général de division.
- 7 septembre 1931 : commandant de corps d'armée et appellation de général de corps d'armée avec effet rétroactif au 27 mai 1931.
- 21 janvier 1935 : rang de commandant d'armée et appellation de général d'armée.

## Décorations
- Grand-croix de la Légion d'honneur (8 juillet 1938)
  - Grand officier (16 mars 1932)
  - Commandeur (21 février 1928)
  - Officier (29 décembre 1917)
  - Chevalier (2 décembre 1914)
- Croix de guerre 1914–1918 (5 citations)
- Croix de guerre des Théâtres d'opérations extérieurs (2 citations)
- Médaille coloniale avec agrafe "Maroc"
- Commandeur de l'ordre du Ouissam alaouite
- Officier de l'ordre du Nichan Iftikhar (Tunisie)

## Publications
- 1920-1939. Historique du 3e régiment de tirailleurs marocains, Thevenin, Rabat, 1934.
- Antoine Huré (préf. Alphonse Juin), « La pacification du Maroc : dernière étape 1931-1934 », Berger-Levrault, 1952.

### Ouvrages
- Michel Wattel et Béatrice Wattel (préf. André Damien), Les Grand’Croix de la Légion d’honneur : De 1805 à nos jours, titulaires français et étrangers, Paris, Archives et Culture, 2009, 701 p. (ISBN 978-2-35077-135-9), p. 219.